# Paradelia lundbecki
Paradelia lundbecki är en tvåvingeart som först beskrevs av Ringdahl 1918.  Paradelia lundbecki ingår i släktet Paradelia och familjen blomsterflugor. Inga underarter finns listade i Catalogue of Life.